# Monte Calvi di Campiglia
Monte Calvi di Campiglia este o arie protejată (arie specială de conservare — SAC, sit de importanță comunitară — SCI) din Italia întinsă pe o suprafață de 1.037 ha, integral pe uscat.

## Localizare
Centrul sitului Monte Calvi di Campiglia este situat la coordonatele 43°05′53″N 10°37′09″E / 43.098056°N 10.619167°E.

## Înființare
Situl Monte Calvi di Campiglia a fost declarat sit de importanță comunitară în iunie 1995 pentru a proteja 1 specie de plante și 16 specii de animale. Situl a fost protejat și ca arie specială de conservare în mai 2016.

## Biodiversitate
Situată în ecoregiunea mediteraneană, aria protejată conține 11 habitate naturale: Păduri de Quercus ilex și Quercus rotundifolia, Păduri panonice-balcanice de stejar turcesc - stejar sesil, Păduri de stejar alb estice, Pajiști uscate seminaturale și facies de acoperire cu tufișuri pe substraturi calcaroase (Festuco-Brometalia) (* situri importante pentru orhidee), Peșteri inaccesibile publicului, Pseudostepă cu ierburi și specii anuale de Thero-Brachypodietea, Pante stâncoase calcaroase cu vegetație casmofită, Păduri de Quercus suber, Pajiști carstice calcaroase sau bazofile, de Alysso-Sedion albi, Matorral arborescenți cu Juniperus spp., Matorral arborescenți cu Laurus nobilis.
La baza desemnării sitului se află mai multe specii protejate:
- plante (1): Ionopsidium savianum
- păsări (10): caprimulg (Caprimulgus europaeus), șerpar (Circaetus gallicus), vânturel roșu (Falco tinnunculus), sfrâncioc roșiatic (Lanius collurio), sfrâncioc cu cap roșu (Lanius senator), ciocârlie de pădure (Lullula arborea), mierlă albastră (Monticola solitarius), ciuf-pitic (Otus scops), viespar (Pernis apivorus), Sylvia hortensis
- amfibieni (1): Triturus carnifex
- mamifere (1): liliacul mare cu potcoavă (Rhinolophus ferrumequinum)
- nevertebrate (1): Euplagia quadripunctaria
- reptile (3): șarpele cu patru dungi (Elaphe quatuorlineata), Euleptes europaea, țestoasă bănățeană (Testudo hermanni)

Pe lângă speciile protejate, pe teritoriul sitului au mai fost identificate 11 specii de plante, 1 specie de amfibieni, 3 specii de mamifere, 5 specii de nevertebrate, 10 specii de reptile.